# Operation: Mindcrime II
Operation: Mindcrime II – album grupy Queensrÿche wydany w 2006 roku. 

## Lista utworów
1. "Freiheit Ouvertüre" –  1:35
2. "Convict" – 0:08
3. "I'm American" – 2:53
4. "One Foot In Hell" – 4:12
5. "Hostage" – 4:29
6. "The Hands" – 4:36
7. "Speed of Light" – 3:12
8. "Signs Say Go" – 3:16
9. "Re-Arrange You" – 3:11
10. "The Chase" – 3:09
11. "Murderer?" – 4:33
12. "Circles" – 2:58
13. "If I Could Change It All" – 4:27
14. "An Intentional Confrontation" – 2:32
15. "A Junkie's Blues" – 3:41
16. "Fear City Slide" – 4:58
17. "All the Promises" – 5:10

## Twórcy
- Geoff Tate - wokal
- Michael Wilton - gitara
- Mike Stone - gitara, wokal
- Eddie Jackson - gitara basowa, wokal
- Scott Rockenfield - perkusja
- Miranda Tate - wokal w "The Hands"